# Vendepunktet
Vendepunktet (russisk: Поворот, da.: Povorot) er en sovjetisk spillefilm fra 1978 instrueret af Vadim Abdrasjitov.
Filmen handler om et ungt par, der kommer til at køre en ældre fodgænger ned. 

## Medvirkende
- Oleg Jankovskij som Viktor Vedenejev
- Irina Kuptjenko som Natasja Vedenejeva
- Anatolij Solonitsyn som Kostantin Koroljov
- Ljubov Strizjenova som Zina
- Oleg Anofriev
- Aleksandr Kajdanovskij